# پاپاروسانان
پاپاروسانان (نام علمی: Podocopida) نام یک راسته از زیررده پاپاروییان است.